# Fámjin község
Fámjin község (feröeriül: Fámjins kommuna) egy község Feröeren. Suðuroy nyugati részén fekszik.  A Føroya Kommunufelag önkormányzati szövetség tagja.

## Történelem
A község jelenlegi formájában 1908-ban jött létre Suðuroy egyházközség szétválásával.

## Önkormányzat és közigazgatás

### Települések
| Település | Népesség | Mióta a község része | Előző község         | Megjegyzés         |
| --------- | -------- | -------------------- | -------------------- | ------------------ |
| Fámjin    | 86       | 1908                 | Suðuroy egyházközség | A község székhelye |

### Polgármesterek
- Eyðdis Ellendersen (2009–)[6]
- Elin Nielsen ( – 2008)[7]

## Népesség
| Év              | Lakosság |
| --------------- | -------- |
| 1986. január 1. | 131      |
| 1991. január 1. | 120      |
| 1996. január 1. | 119      |
| 2001. január 1. | 111      |
| 2006. január 1. | 116      |